# ビーラ・ツェールクヴァ地区

キーウ州におけるビーラ・ツェールクヴァ地区の位置。

ビーラ・ツェールクヴァ地区（ビーラ・ツェールクヴァちく、ウクライナ語：Білоцеркі́вський райо́н）はウクライナのキーウ州に属する地区である。キーウ州の南部に位置する。地区庁所在地はビーラ・ツェールクヴァ市。

## 概要
1923年3月7日に編成された。
面積は1276.8 km²（2006年）。人口は55,608 人で、9割はウクライナ人。都市人口は14,741 人（2006年）。
市町村数は61。市は2つ、町は1つ、村は58。

## 市町村
- 市
  - ビーラ・ツェールクヴァ（Біла Церква）
  - ウズィーン（Узин）
- 町
  - テレーズィネ（Терезине）
- 村
  - イヴァーニウカ（Іванівка）
  - ヴァスィーリウ（Василів）
  - ヴィーリナ・タラーシウカ（Вільна Тарасівка）
  - ヴェルボーヴァ（Вербова）
  - ヴォロディームィリウカ（Володимирівка）
  - クラースネ（Красне）
  - クロチクィー（Клочки）
  - コジェーヌィクィ（Коженики）
  - コルジーウカ（Коржівка）
  - ザティーシャ（Затиша）
  - ドロズディー（Дрозди）
  - バカルィー（Бакали）
  - ハヨーク（Гайок）
  - ブィーコヴァ・フレーブリャ（Бикова Гребля）
  - フルィボーチカ（Глибочка）
  - フルシュクィー（Глушки）
  - ブローシチンツィ（Блощинці）
  - ホロディーシチェ（Городище）
  - ヨースィピウカ（Йосипівка）